# Xã Pea Ridge, Quận Brown, Illinois
Xã Pea Ridge (tiếng Anh: Pea Ridge Township) là một xã thuộc quận Brown, tiểu bang Illinois, Hoa Kỳ. Năm 2010, dân số của xã này là 188 người.